# Melt My Eyez See Your Future
Melt My Eyez See Your Future (en español: Derrite mis ojos, mira tu futuro) es el quinto álbum de estudio del rapero estadounidense Denzel Curry. Fue publicado el 25 de marzo de 2022 a través de PH Recordings y Loma Vista, incluye las colaboraciones de Saul Williams, T-Pain, J.I.D, Thundercat, entre otros.
Como promoción, se embarcó en una serie de conciertos entre junio a septiembre del mismo año por Norteamérica, incluyendo unas fechas como telonero de Kid Cudi. El 30 de septiembre del mismo año, fue publicado una edición extendida, colaborando con los diez miembros de The Cold Blooded Soul Band. Contiene diez interpretaciones en directo desde Komodo City Café, incluyendo dos canciones inéditas, «Chrome Hearts» y «Larger Than Life».
Luego de la publicación del álbum, ha recibido la aclamación por parte de la crítica musical, con reseñas enfocadas en la introspección lírica y la versatilidad sonora presente, siendo citado como uno de los mejores álbumes del año.

## Antecedentes
Luego de completar Ta13oo en 2018, el rapero ya tenía en mente el título Melt My Eyez, See Your Future en su libreta de notas. Sus siguientes álbumes fueron los breves Zuu (2019) y el colaborativo Unlocked (2020) con Kenny Beats, ambos de naturaleza más relajada. El rapero reveló que el álbum hubiera sido publicado después de Ta13oo, pero luego de postergarlo en tres ocasiones, decidió realizarlo debido a los eventos mundiales por COVID-19.
El cambio musical para el álbum fue resultado de sus presentaciones como telonero de Billie Eilish en su When We All Fall Asleep Tour, describiendo: “Sabía que tenía que hacer canciones más grandes, algo que la gente pueda disfrutar. Quería que las personas canten mis canciones en esta ocasión”. En una entrevista con la revista XXL, Curry mencionaba sus planes de publicar tres álbumes de estudio antes de retirarse, como una forma de seguir los pasos de su héroe musical André 3000.

## Concepto
En su libreta de notas, Curry tenía escrito una lista de géneros musicales que pensaba incluir en el álbum, desde acid jazz y trip hop a drum and bass y synth pop. En una entrevista con Las Vegas Weekly en 2021, adelantaba el nombre del álbum y que los conceptos iban a tratan sobre su crecimiento personal y espiritual. Sobre álbumes que lo inspiraron, destaca tres álbumes del colectivo musical Soulquarians, Things Fall Apart de The Roots, Mama's Gun de Erykah Badu, y Voodoo de D'Angelo.
En una entrevista con Pitchfork, Curry desglosa otras influencias e inspiraciones en el proceso del álbum, nombrando a Luke Skywalker, Graduation de Kanye West, sus prácticas de Muay thai, Dune, la trilogía del dólar de Sergio Leone, Cowboy Bebop, las películas de Akira Kurosawa y Timeless de Goldie. También ha citado a Kid Cudi, el trip hop de Portishead, Kendrick Lamar y el actor Yūsaku Matsuda como aspectos presentes en la presentación del álbum, siendo piezas claves tanto en lo musical como en materiales promocionales.
En la canción introductoria «Melt Session #1», Denzel Curry menciona el abuso sexual que sufrió a sus seis años, citando a sus terapias como la forma de confrontar su dolor. El pianista Robert Glasper, quien produjo la canción, no sabía de las letras personales hasta que escuchó el álbum. La segunda canción, «Walkin», contiene unos coros femeninos sampleados de una composición instrumental de Keith Mansfield. El vídeo musical, descrito por Curry como un trailer del álbum, lo presenta caminando solo por el desierto; con influencias de películas del spaghetti western y comparado con Harry Dean Stanton en el principio de Paris, Texas, dirigido por Wim Wenders. «Worst Comes to Worst» y «John Wayne» surgieron del primer día de grabaciones, ambos con un sonido cercano al jazz rap y boom bap. «The Last» fue inspirado por «What's Going On» de Marvin Gaye, canalizando su crítica social sobre la desigualdad racial en Estados Unidos dentro de un ataque verbal contra la industria musical, presente en el segundo verso.
«Troubles» con la colaboración de T-Pain, ambos expresan más sobre sus emociones y canalizando los problemas cotidianos que los rodean. El coro presente en «X-Wing» y su posterior vídeo musical fue inspirado en el episodio final de la segunda temporada de The Mandalorian, causando la inclusión de elementos sci-fi en su música. «Sanjuro» fue nombrado en honor a la película de mismo nombre dirigida por Akira Kurosawa. El actor principal, Toshiro Mifune, es el favorito del rapero, mientras que el documental Mifune: The Last Samurai lo inspiró a cambiar la dinámica de sus álbumes y en sus expresiones artísticas. «Zatoichi» fue nombrado en honor al personaje japonés creado por Kan Shimozawa, del cual Curry descubrió por primera vez a través del episodio Granddad's Fight de la serie The Boondocks.

## Recepción

### Crítica
En el sitio web Metacritic, el cual asigna un índice normalizado de 100, el álbum recibió una puntuación ponderada de 85, acorde a ocho reseñas. En una reseña con calificación perfecta de NME, Kyann-Sian Williams describe a Curry en sus proyectos musicales como “el hombre del Renacimiento del southern hip hop, siempre estando 10 pasos adelante”. Alisdair Grice para DIY lo resume como “un álbum no atrapado en el tiempo, sino que lo abarca y lo engloba, reconociendo sus influencias de toda la vida al mismo tiempo que se inspira en el deseo moderno de escapismo y liberación de los traumas”.
En una reseña positiva, pero más reservada, de Pitchfork expresan: “[Denzel Curry] nuevamente rearma su sonido, intercambiando su energía desbordante por introspección y vulnerabilidad. El álbum carece de la intensidad previa, pero su concepto ofrece un vistazo en su mente errante”.

### Comercial
El álbum debutó en la posición 51 del Billboard 200, apareciendo inicialmente en esa primera semana. Debido a la recepción de su formato vinilo, el álbum pudo reingresar en la lista, alcanzando la posición 17. También debutó en la primera posición en la lista Vinyl Albums y en la segunda posición de Top Album Sales de Billboard.

### Reconocimientos
| Publicación          | Lista                                 | Posición | Ref.   |
| -------------------- | ------------------------------------- | -------- | ------ |
| AllMusic             | Year In Review: AllMusic Best of 2022 | N/A      | [ 30 ] |
| AllMusic             | Favorite Rap & Hip-Hop Albums of 2022 | N/A      | [ 31 ] |
| Beats Per Minute     | BPM's Top 50 Albums of 2022           | 25       | [ 32 ] |
| Complex              | The Best Albums of 2022               | 10       | [ 33 ] |
| Consequence          | Top 50 Albums of 2022                 | 43       | [ 34 ] |
| Kerrang!             | Top 50 Best Albums of 2022            | 22       | [ 35 ] |
| The Line of Best Fit | The Best Albums of 2022 Ranked        | 18       | [ 36 ] |
| Loud and Quiet       | Albums of the Year 2022               | 35       | [ 37 ] |
| NME                  | The 50 Best Albums of 2022            | 22       | [ 38 ] |
| Okayplayer           | 22 Best Albums of 2022                | 11       | [ 39 ] |
| PopMatters           | The 80 Best Albums of 2022            | 35       | [ 40 ] |
| Spectrum Culture     | Top 20 Albums of 2022                 | 14       | [ 41 ] |

## Lista de canciones
| N.º   | Título                                                                              | Productor(es)                        | Duración |  |
| 1.    | «Melt Session #1» (con Robert Glasper)                                              | Robert Glasper                       | 4:01     |  |
| 2.    | «Walkin»                                                                            | Kal Banx                             | 4:40     |  |
| 3.    | «Worst Comes to Worst»                                                              | Dot da Genius · Naz                  | 2:50     |  |
| 4.    | «John Wayne» (con Buzzy Lee)                                                        | JPEGMafia                            | 2:36     |  |
| 5.    | «The Last»                                                                          | FNZ · HWLS                           | 4:22     |  |
| 6.    | «Mental» (con Saul Williams y Bridget Perez)                                        | J Gramm · Mike Hector · Elijah Fox   | 2:26     |  |
| 7.    | «Troubles» (con T-Pain)                                                             | Kenny Beats · DJ Khalil              | 2:40     |  |
| 8.    | «Ain't No Way» (con 6lack, Jasiah, Rico Nasty, J.I.D, Kitty Ca$h y Powers Pleasant) | Powers Pleasant · Sucuki · Lo        | 4:24     |  |
| 9.    | «X-Wing»                                                                            | Drtwrk · Clutch George · Darko       | 2:56     |  |
| 10.   | «Angelz» (con Karriem Riggins)                                                      | Karriem Riggins · Mickey de Grand IV | 3:51     |  |
| 11.   | «The Smell of Death»                                                                | Thundercat                           | 1:20     |  |
| 12.   | «Sanjuro» (con 454)                                                                 | Cardo · Kal Banx                     | 2:07     |  |
| 13.   | «Zatoichi» (con slowthai)                                                           | Powers Pleasant · Jonnywood          | 3:30     |  |
| 14.   | «The Ills»                                                                          | Noah Goldstein · Dot da Genius       | 3:22     |  |
| 45:10 |                                                                                     |                                      |          |  |

| Edición expandida (Bonus tracks) |                                                    |                         |          |  |
| N.º                              | Título                                             | Productor(es)           | Duración |  |
| 1.                               | «Melt Session #1» (Cold Blooded Soul Version)      | Mickey de Grand IV      | 3:09     |  |
| 2.                               | «Walkin» (Cold Blooded Soul Version)               | Mickey de Grand IV      | 2:45     |  |
| 3.                               | «Worst Comes to Worst» (Cold Blooded Soul Version) | Mickey de Grand IV      | 2:41     |  |
| 4.                               | «Mental» (Cold Blooded Soul Version)               | Mickey de Grand IV      | 2:07     |  |
| 5.                               | «Troubles» (Cold Blooded Soul Version)             | Mickey de Grand IV      | 2:32     |  |
| 6.                               | «Chrome Hearts» (con Zacari)                       | Aaron Bow · Zacari      | 3:21     |  |
| 7.                               | «X-Wing» (Cold Blooded Soul Version)               | Mickey de Grand IV      | 3:06     |  |
| 8.                               | «Angelz» (Cold Blooded Soul Version)               | Mickey de Grand IV      | 3:20     |  |
| 9.                               | «Larger Than Life»                                 | Kenny Beats · DJ Khalil | 3:24     |  |
| 10.                              | «The Ills» (Cold Blooded Soul Version)             | Mickey de Grand IV      | 3:25     |  |
| 01:15:07                         |                                                    |                         |          |  |

Notas1. 
2. 

Créditos de samples y composición
- «Walkin» contiene un sample de «The Loving Touch» (1973), compuesto e interpretado por Keith Mansfield.
- «Worst Comes to Worst» contiene un sample de «Come Closer» (1984), compuesto por Bappi Lahiri y Salma Agha.
- «Mental» contiene un sample no acreditado de «It's Your Thing» (1969), interpretado por Cold Grits.
- «Angelz» contiene un sample de «Nothing Left to Do» (1969), compuesto por Mark Ellerbee y Linda Hargrove, interpretado por After All.
- «Zatoichi» contiene un sample de «Amen, Brother» (1969), compuesto por Richard Spencer, interpretado por The Winstons.
- «The Ills» contiene un sample no acreditado de «Não Tem Solução - Marina - Rosas» (1972), interpretado por Marcos Valle y Azymuth.

## Créditos y personal
Adaptados desde AllMusic y los créditos del álbum original.
- Denzel Curry – Artista principal, composición, productor ejecutivo.
- Mark Maturah (Lower East Coast) – A&R, productor ejecutivo.
- Rees Escobar – Productor ejecutivo.
- Nathan Burgess – Ingeniero de grabación, mezcla en Electric Lady.
- Chris Gehringer – Masterización en Sterling Sound.
- Adrian Villagomez – Fotografía.
- Juan Esteban Rodriguez – Diseño, dirección creativa, ilustración.
- Robert Glasper – Composición (1, 8), invitado (1), producción, teclado adicional (8).
- Bridget Perez – Composición (1, 7, 10, 13), invitada (6), voces adicionales (2, 10, 13).
- Kalon Berry (Kal Banx) – Composición, producción (2), productor adicional (12).
- Keith Mansfield – Composición original (2).
- Joshua Nazareth Portillo (Naz) – Composición, producción (3).
- Oladipo Omishore (Dot da Genius) – Composición, producción (3, 14).
- Alain Macklovitch – Composición, scratches (3, 14).
- Anna Wise – Composición, voces adicionales (3).
- Bappi Lahiri, Salma Agha – Composición original (3).
- Barrington Hendricks – Composición, producción (4).
- Sasha Spielberg (Buzzy Lee) – Composición, invitada (4).
- Isaac de Boni, Michael Mule (Finatik N Zac) – Composición, producción (5).
- Justin Elwin (HWLS) – Composición, producción (5).
- Ryan DeGrandy (Mickey de Grand IV) – Composición (5, 10), producción (10), teclados adicionales (5, 11).
- Saul Williams – Composición, invitado (6).
- Elijah Fox – Composición, producción (6).
- Julian Gramma (J Gramm) – Composición, producción (6).
- Mike Hector – Composición, producción (6).
- Faheem Najm – Composición, invitado (7).
- Khalil Abdul-Rahman (DJ Khalil) – Composición, producción (7).
- Kenneth Blume III (Kenny Beats) – Composición, producción (7).
- Cachee Livingston (Kitty Ca$h) – Composición, invitada, voces adicionales (8).
- Destin Choice Route – Composición, invitado (8).
- Malachi-Phree Jasiah Pate (Jasiah) – Composición, invitado (8).
- Maria-Cecilia Simone Kelly (Rico Nasty) – Composición, invitada (8).
- Ricardo Valentine (6lack) – Composición, invitado (8).
- Simmie Sims III (Buddy) – Composición, voces adicionales (8).
- Powers Pleasant – Composición, producción (8, 12).
- Louis Leibfried (Lo) – Composición, producción (8).
- Tim Friedrich (Sucuki) – Composición, producción (8).
- Matthew Jehu Samuels – Composición (9).
- George Mardoyan (Clutch George) – Composición, producción (9).
- Julius Herold (Darko) – Composición, producción (9).
- Michał Suski (Drtwrk) – Composición, producción (9).
- Sharina Castillo – Composición, voces adicionales (10).
- Karriem Riggins – Composición, invitado, producción (10).
- Mark Ellerbee, Linda Hargrove – Composición original (10).
- Stephen Bruner – Composición, producción, voces adicionales (11).
- Willie Wilson (454) – Composición, invitado (12).
- Ronald LaTour (CardoGotWings) – Composición, producción (12).
- Tyron Frampton (slowthai) – Composición, invitado (13).
- Jonathan Birkner (Jonnywood) – Composición, coproducción (13).
- Shawn K – Composición, voces adicionales (13).
- Gaby Duran – Composición, voces adicionales (13).
- Richard Spencer – Composición original (13).
- Noah Goldstein – Composición, producción (14).

## Posicionamiento en listas
| Listas (2022)                           | Mejor posición |
| --------------------------------------- | -------------- |
| Australia (ARIA Charts)                 | 12             |
| Bélgica (Ultratop Flandes)              | 50             |
| Canadá (Canadian Albums)                | 38             |
| Escocia (Scottish Albums)               | 7              |
| Estados Unidos (Billboard 200)          | 17             |
| Estados Unidos (Independent Albums)     | 3              |
| Estados Unidos (Top R&B/Hip-Hop Albums) | 11             |
| Irlanda (Irish Albums)                  | 48             |
| Lituania (AGATA)                        | 36             |
| Nueva Zelanda (Recorded Music NZ)       | 17             |
| Países Bajos (Album Top 100)            | 100            |
| Reino Unido (UK Albums)                 | 30             |
| Reino Unido (UK Independent Albums)     | 13             |
| Reino Unido (UK Hip Hop and R&B Albums) | 1              |
| Suiza (Schweizer Hitparade)             | 73             |